# Vonetta Flowers
Vonetta Flowers   (Birmingham, 29 d'octubre de 1973), nascuda Jeffery, és una atleta i pilot de bob estatunidenca, ja retirada, que va competir durant les dècades de 1990 i 2000.
Flowers s'inicià en l'atletisme com a velocista i saltadora de llargada a la Universitat d'Alabama de Birmingham. Inicialment aspirava a formar part de l'equip estatunidenc en uns Jocs Olímpics d'Estiu, però després de diversos intents fallits canvià l'atletisme pel bobsleigh. El 2002 va prendre part en els Jocs Olímpics d'Hivern de Salt Lake City on, formant parella amb Jill Bakken, guanyà la medalla d'or en la prova de bobs a dos del programa de bob. Aquesta era la primera medalla femenina en bob en uns Jocs Olímpics. La retirada de Jill Bakken l'obligà a canviar de parella i de cara als Jocs Olímpics de Torí de 2006 va competir amb Jean Prahm, on foren sisenes en la prova del bobs a dos.
En el seu palmarès també destaca una medalla de bronze al Campionat del món de bob.